# Hitman (film)
Hitman is een Frans-Amerikaanse film uit 2007 geproduceerd door 20th Century Fox. De film is gebaseerd op de computerspelreeks "Hitman" van het Deense bedrijf IO-Interactive.

## Verhaal
Agent 47 (gespeeld door Timothy Olyphant) is een huurmoordenaar die wordt gevraagd om de Russische president uit te schakelen. Als na de klus blijkt dat een ooggetuige de moord heeft gezien, wordt haar ook een moordcontract opgelegd. Maar op het moment dat hij haar ontmoet, realiseert hij zich dat zij hem nog nooit heeft gezien. Dan wordt een schot gelost...

## Spelers
Hoofdrollen
| Acteur           | Personage        | Opmerkingen                                                      |
| ---------------- | ---------------- | ---------------------------------------------------------------- |
| Timothy Olyphant | Agent 47         | kloon, gemaakt en opgeleid tot huurmoordenaar door dr. Ortmeijer |
| Dougray Scott    | Mike Whittier    | Interpol-agent, aangesteld om Agent 47 op te pakken.             |
| Olga Kurylenko   | Nika Boronina    | Als prostituee eigendom van Mikhail Belicoff.                    |
| Robert Knepper   | Yuri Marklov     | Hoofddetective van de FSB (Russische Veiligheidsdienst).         |
| Ulrich Thomsen   | Mikhail Belicoff | Russische president en het doelwit van Agent 47.                 |
| Michael Offei    | Jenkins          | Assistent van Mike Whittier.                                     |

Bijrollen
| Acteur                       | Personage                | Opmerkingen                                 |
| ---------------------------- | ------------------------ | ------------------------------------------- |
| Henry Ian Cusick             | Udre Belicoff            | Broer van Mikhail Belicoff                  |
| James Faulkner               | Smith Jamison            | CIA-detective die Agent 47 helpt ontsnappen |
| Christian Erickson           | Generaal Kormarov        |                                             |
| Emile Abossolo M'bo          | Generaal Ajunwa          |                                             |
| Eriq Ebouaney                | Bwana Ovie               |                                             |
| Peter Hudson                 | Mr. Price                |                                             |
| Stefka Yanorova-Trenfafilova | Belicoff's vrouw         |                                             |
| Yasmine Meddour              | Belicoff's dochter       |                                             |
| Anca Radici                  | Treurig meisje           |                                             |
| Geneva Locke                 | jonge Max Guevara/X5-452 | Onvermeld. Archiefmateriaal uit Dark Angel  |